# 東觜崎站

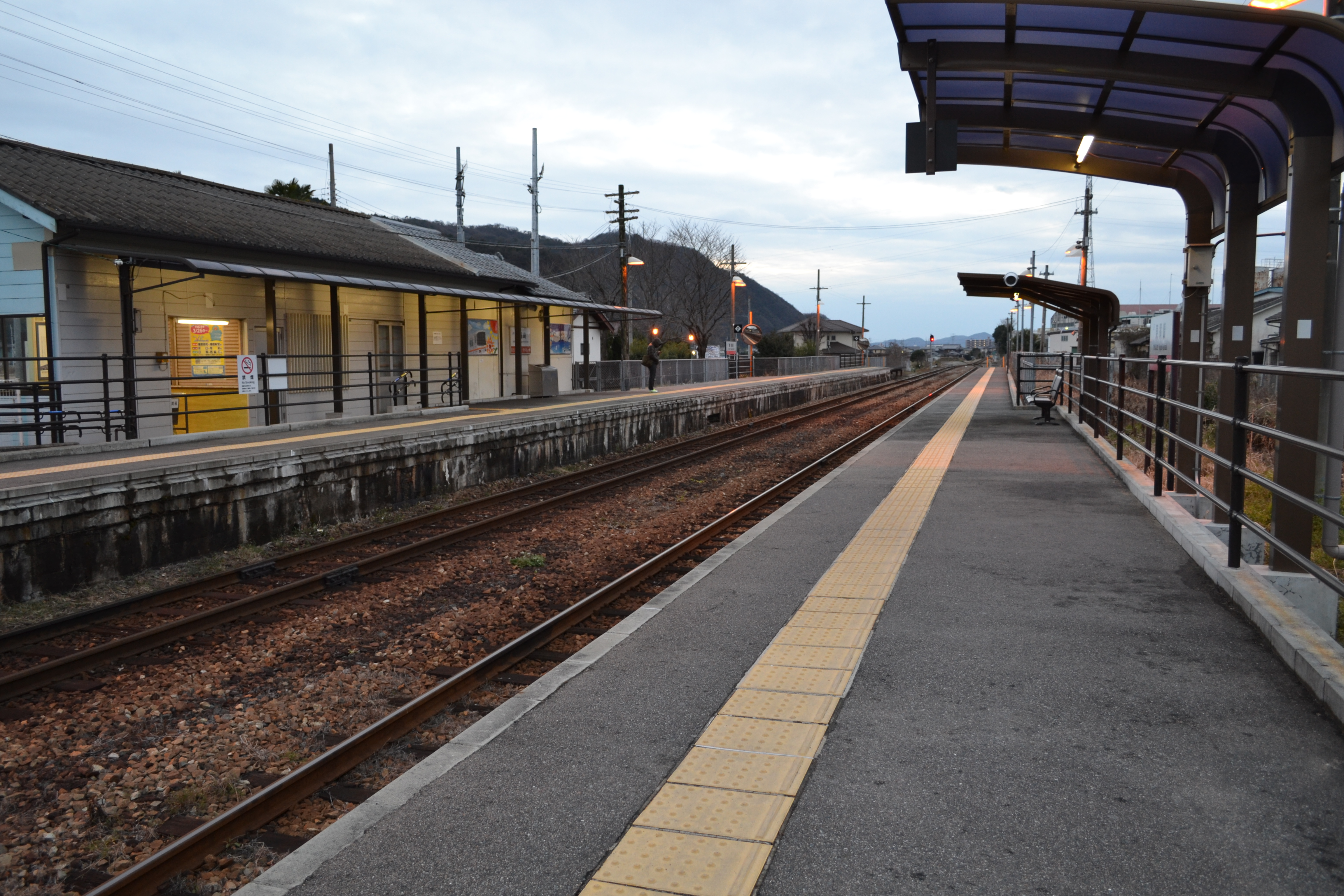
東觜崎站月台 (2016年1月30日)

東觜崎站（日语：／ Higashi-Hashisaki eki */?）是位於兵庫縣龍野市神岡町大住寺507番，西日本旅客鐵道（JR西日本）的姬新線車站。
此站正式日文讀法為，當地人讀法為。

## 歷史
- 1931年（昭和6年）12月23日 - 姬津線余部站至此站之間開業，此站啟用[1]。
  - 當時車站地址為兵庫縣揖保郡神岡村（日语：神岡村）大住寺。
- 1932年（昭和7年）7月11日 - 姬津線此站至播磨新宮站之間開業。
- 1934年（昭和9年）11月28日 - 隨著姬津西線開業，姬津線改名為姬津東線，此站成為姬津東線車站。
- 1936年（昭和11年）
  - 4月8日 - 姬路站至東津山站之間全線開通，姬津東線成為姬津線一部分，此站成為姬津線車站。
  - 10月10日 - 姬津線編入至姬新線一部分，此站成為姬新線車站。
- 1951年（昭和26年）4月1日 - 隨著龍野市成立，車站地址變為兵庫縣龍野市神岡町大住寺。
- 1987年（昭和62年）4月1日 - 伴隨國鐵分割民營化，車站由西日本旅客鐵道（JR西日本）營運。

c
- 2015年（平成27年）4月1日 - 在JR西日本「中期經營計劃2017」中，此站設置了名譽站長。
- 2016年（平成28年）3月26日 - 此站可使用IC卡「ICOCA」[4]。站內設置了IC卡專用簡易閘機。
- 2019年（令和元年）5月31日 - 在2019年（平成31年）1月10日開始工程。並在此日，站前迴旋路落成，周邊道路工程也完成[5]。

### 月台
車站是一座地面車站，設有2面2線的相對式月台，設有列車交會。在早上和晚上才有列車進行列車交會。車站大樓在姬路方向月台側，兩月台之間設有站內平交道連接。
此站是由姬路鐵道站管理的無人車站。在2015年4月1日起設置名譽站長。車站大樓內設有直立式自動售票機，此站沒有自動閘機，但是設有IC卡專用簡易閘機。
廁所位於車站大樓南邊，為一座濕廁（曾經車站大樓北邊設有廁所），在車站後於設有免費單車停泊處。在姬新線高速化工程的一環，車站前方設有工程翻新，以及月台高度提高了。

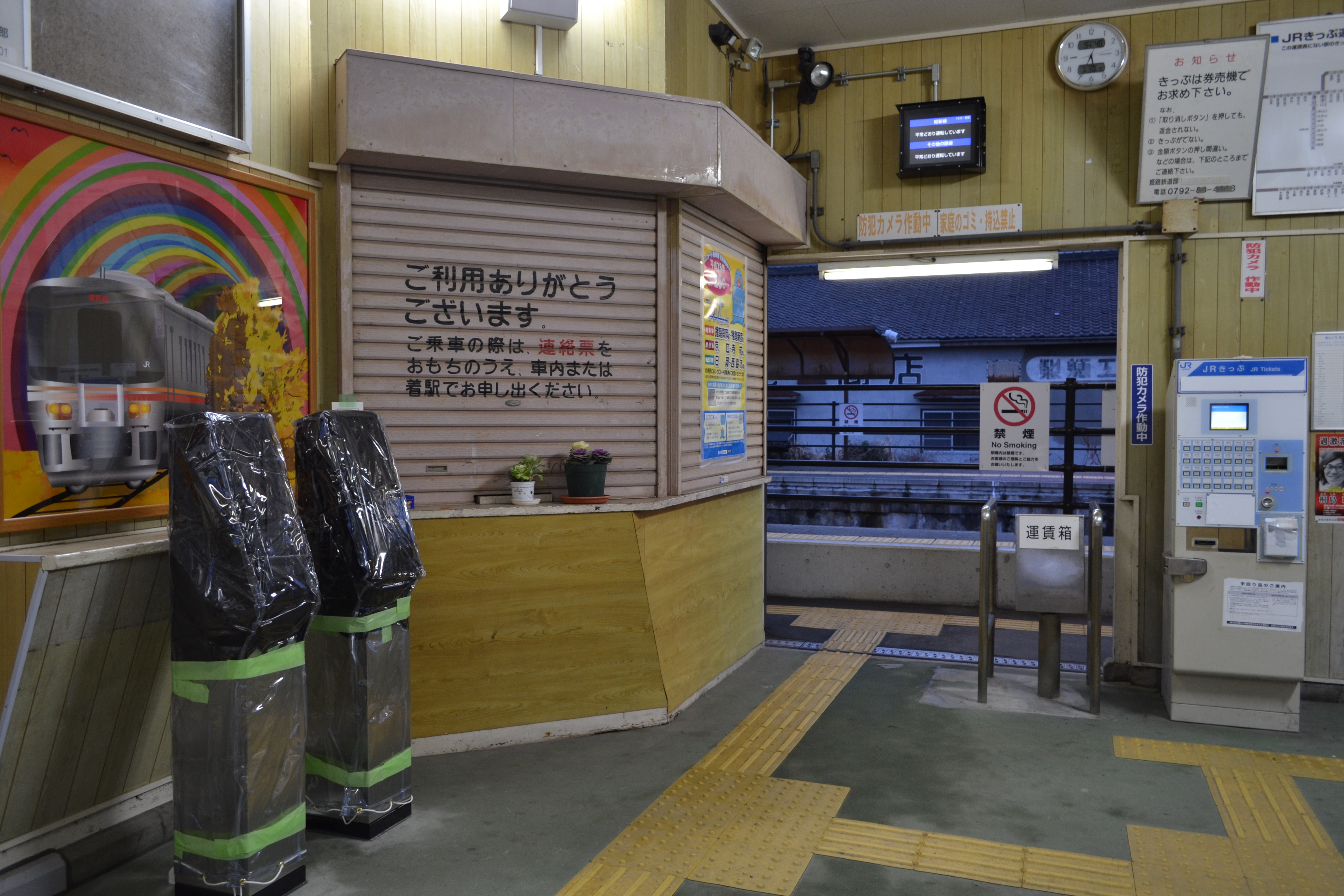
東觜崎站車站大樓內
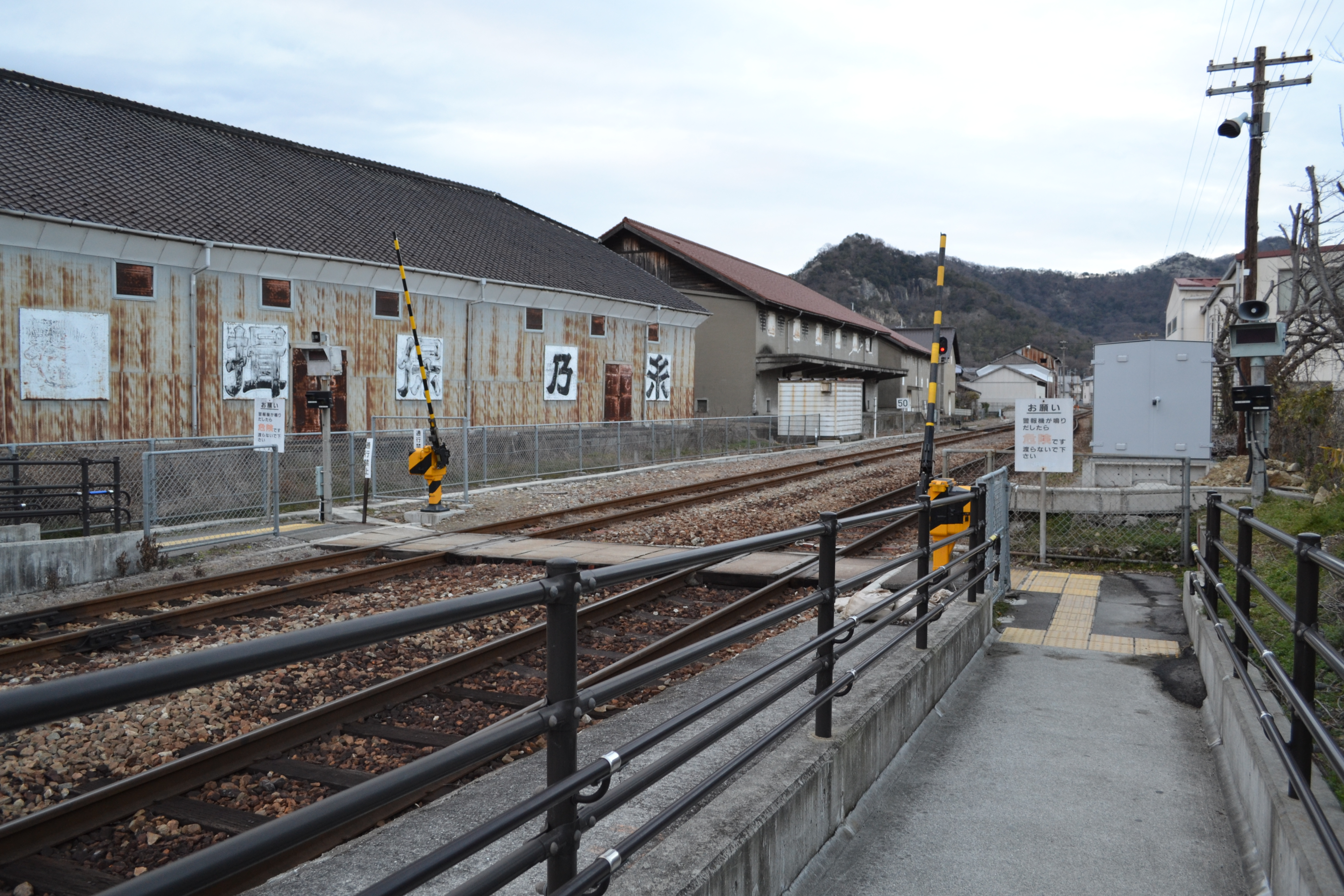
東觜崎站站內平交道
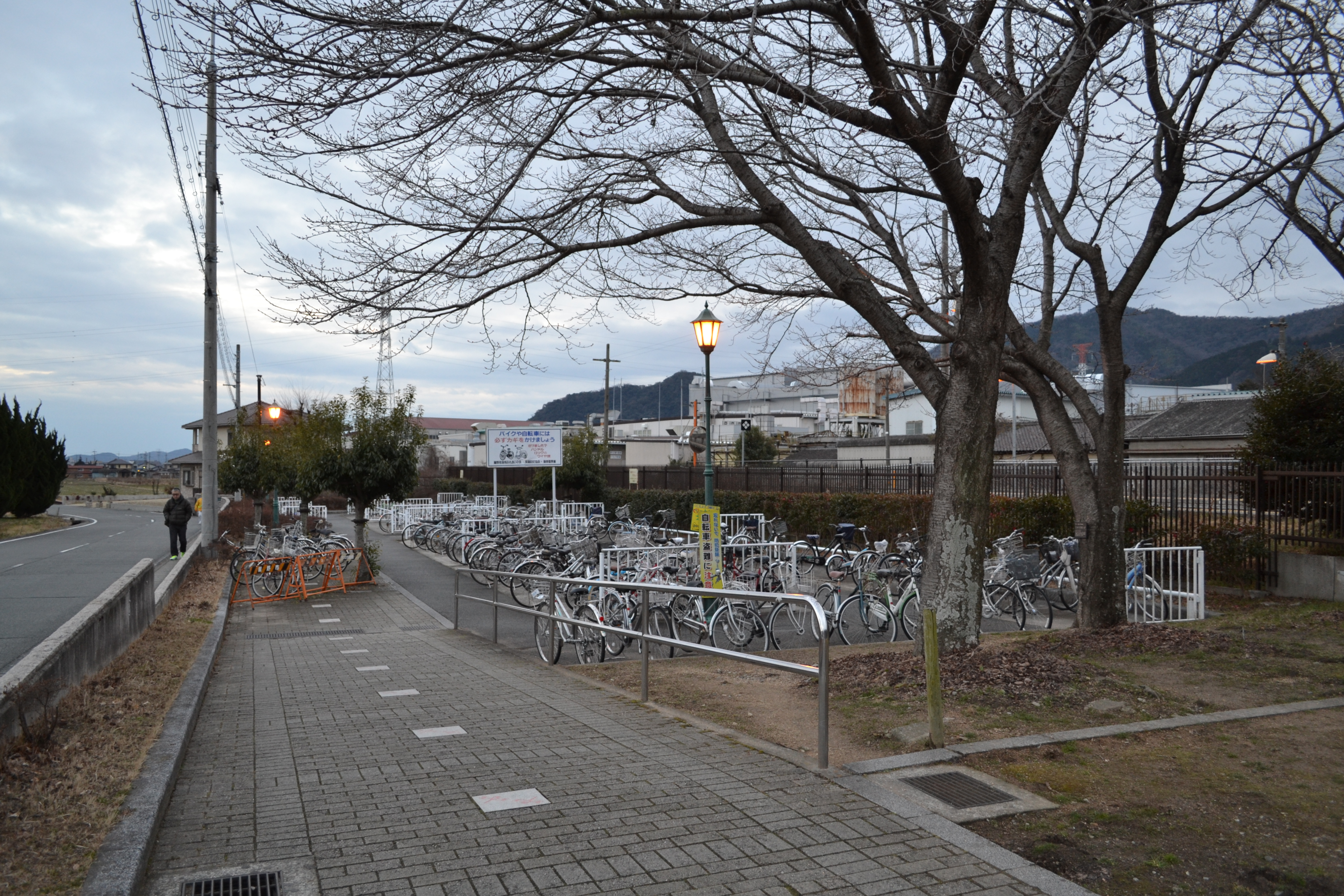
東觜崎站前單車停泊處
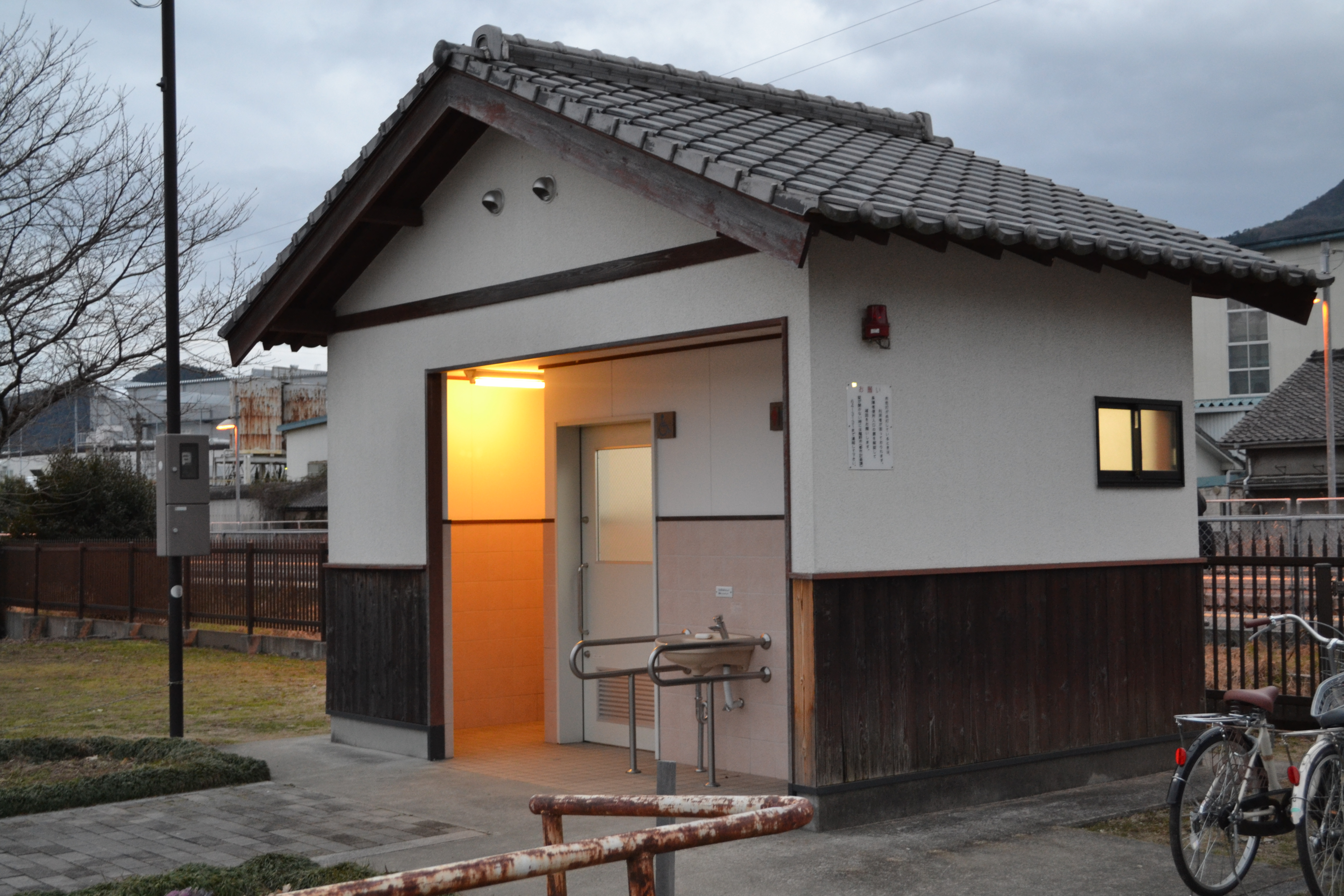
東觜崎站廁所
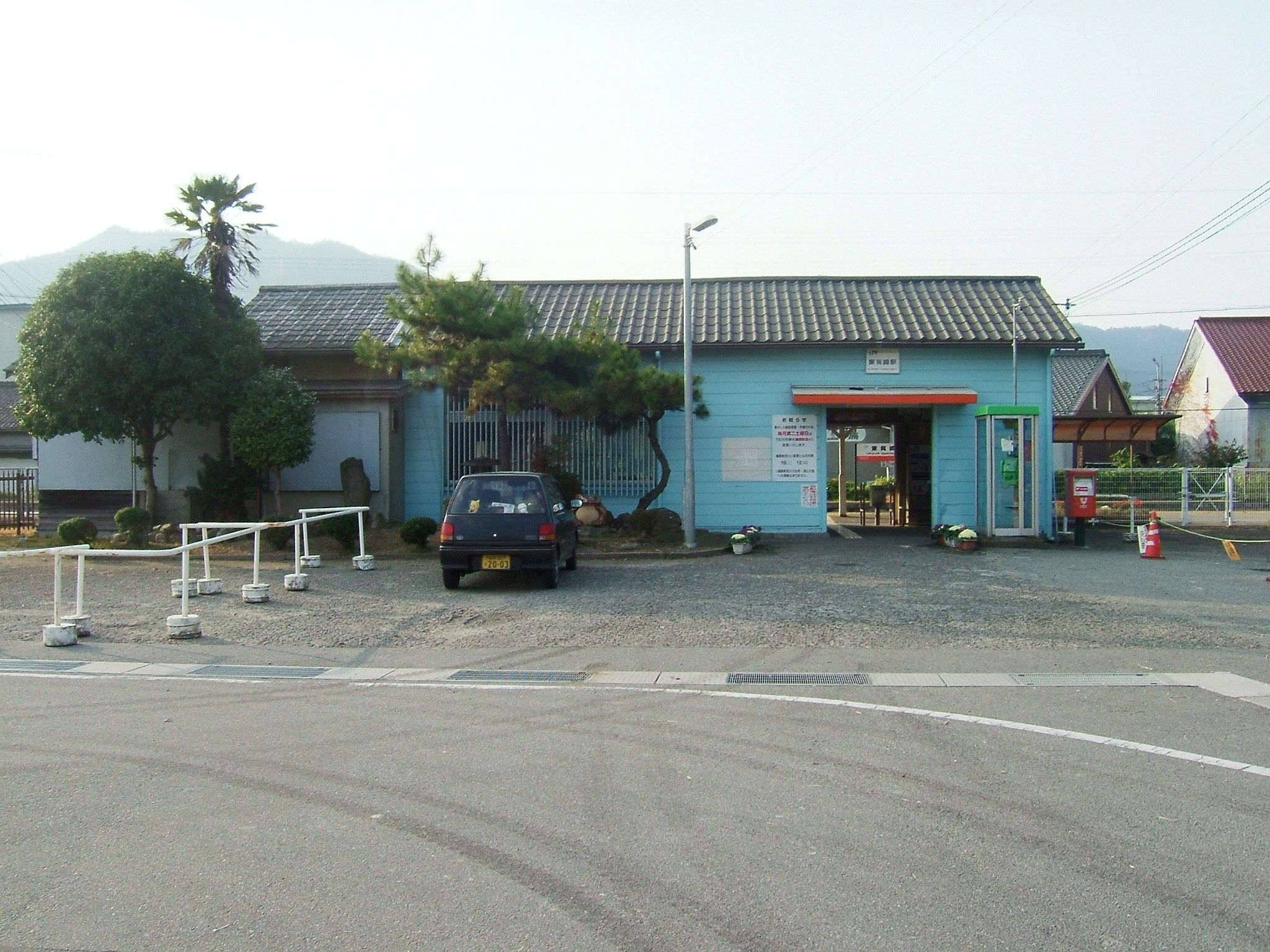
東觜崎站車站大樓（2007年12月2日）
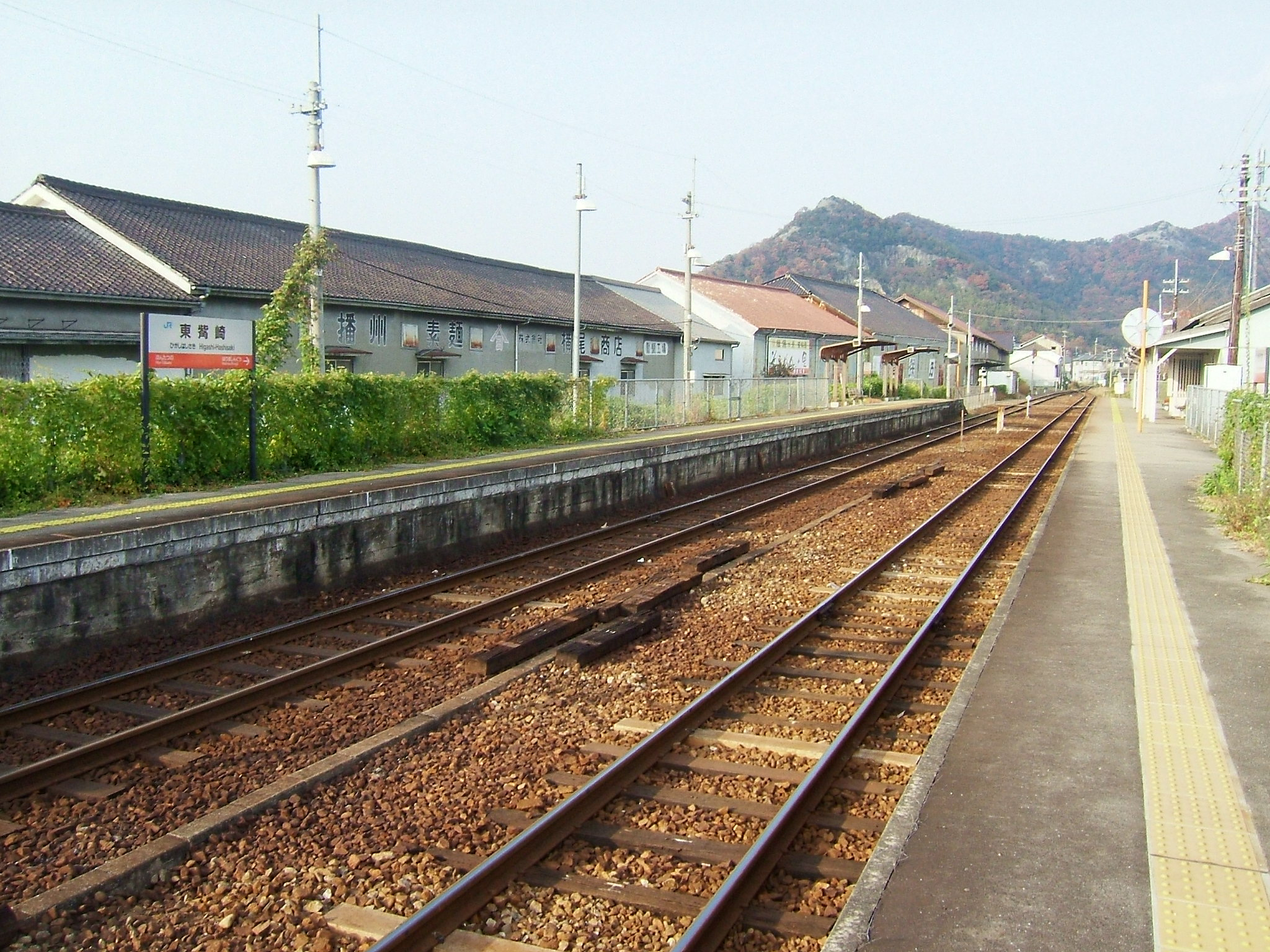
東觜崎站月台（2007年12月2日）

| 月台 | 路線   | 上下行 | 方向     |
| ---- | ------ | ------ | -------- |
| 2    | 姫新線 | 上行   | 姬路方向 |
| 1    | 姫新線 | 下行   | 佐用方向 |

## 車站周邊
在車站東邊設有橫尾製麺、龍野直銷處。原本在紅蜻蜓高爾夫球中心內設有販賣點，後來於2016年11月30日關閉，並於2017年5月15日遷移至車站東邊的空地，隨後新建直銷處。
在車站東北方步行約10分鐘可到達當地名產手延素麺揖保乃糸資料館『素麵之里』。該處設有解說素麺的歷史。
車站鄰近大神神社的分社『素麺神社』。
- Acecook（日语：揖エースコック）兵庫工場
- 揖兵庫縣手延素麵協同組合（日语：揖兵庫県手延素麺協同組合）東觜崎分部
- 觜崎之屏風岩[1]

## 使用狀況
根據「龍野市統計書」，2018年（平成28年）度1日平均乘車人次為439人。
以下為近年1日平均乘車人次列表。
| 年度   | 1日平均 乘車人次 |
| ------ | ---------------- |
| 2000年 | 489              |
| 2001年 | 445              |
| 2002年 | 417              |
| 2003年 | 415              |
| 2004年 | 404              |
| 2005年 | 417              |
| 2006年 | 407              |
| 2007年 | 402              |
| 2008年 | 405              |
| 2009年 | 385              |
| 2010年 | 430              |
| 2011年 | 454              |
| 2012年 | 455              |
| 2013年 | 468              |
| 2014年 | 455              |
| 2015年 | 458              |
| 2016年 | 463              |
| 2017年 | 458              |
| 2018年 | 439              |

## 相鄰車站
西日本旅客鐵道（JR西日本）
 姬新線
本龍野－東觜崎－播磨新宮

## 注腳
1. 1 2 3 4 5 6 7 8 9 10 11 12  . 神戸新聞総合出版センター. 2011-12-15: 170. ISBN 9784343006028 （日语）.
2. ↑  .   [2018-03-21]. （原始内容存档于2017-04-27） （日语）.
3. ↑  .   [2018-03-21]. （原始内容存档于2018-03-21） （日语）.
4. ↑   (PDF) (新闻稿). 西日本旅客鉄道. 2015年12月18日  [2016-03-26]. （原始内容存档 (PDF)于2016-03-05） （日语）.
5. ↑  「東觜崎駅前ロータリー完成　朝の混雑を緩和　たつの」 （日語）神戶新聞NEXT 2019年5月31日 ※收費會員限定頁面
6. ↑  横尾製麺公式ホームページ （页面存档备份，存于）（日語） 2020年5月10日參閲。 ※直銷處可參見「會社概要」，遷移的經過可參見「首頁」的「話題」。
7. ↑  揖保乃糸資料館 そうめんの里 （页面存档备份，存于）（日語）【揖保乃糸官方網站】 兵庫縣手延素麺協同組合 2020年5月11日參閲
8. ↑  揖保乃糸資料館 そうめんの里 （页面存档备份，存于）（日語）【揖保乃糸官方網站】兵庫縣手延素麺協同組合 2020年5月11日參閲
9. ↑  令和元年版たつの市統計書PDF（日語）

## 外部連結
- 東觜崎｜車站資訊：JR出門網 - 西日本旅客鐵道（日語）